# Исламов, Марат Нуриевич
Мара́т Нури́евич Исла́мов (род. 28 июня 1953, Алтынташ, Челябинская область) — российский государственный и партийный деятель, председатель Курганской областной Думы IV созыва (2004—2010), депутат Курганской областной Думы III—VII созывов, член Президиума, первый заместитель секретаря Курганского регионального отделения партии «Единая Россия», генеральный директор АО «Кургансемена» (Курганская область, Кетовский муниципальный округ, село Садовое). Заслуженный работник сельского хозяйства Российской Федерации (1998).

## Биография
Марат Нуриевич Исламов родился 28 июня 1953 года в деревне Алтынташ Филимоновского сельсовета Чебаркульского района Челябинской области, ныне деревня входит в Филимоновское сельское поселение того же района и области.
В 1973 году окончил с отличием Троицкий сельскохозяйственный техникум по специальности «агроном» и начал трудовую деятельность агрономом Заураловского отделения совхоза «Ново-Миасский» Чебаркульского района Челябинской области.
В 1978 году окончил с отличием агрономический факультет Курганского сельскохозяйственного института (специальность «ученый-агроном») и работал младшим научным сотрудником в Южно-Уральском НИИ земледелия Челябинской области, затем старшим научным сотрудником, заведующим отделом семеноводства Курганского НИИ зернового хозяйства (КНИИЗХ).
В 1986 году стал кандидатом сельскохозяйственных наук, диссертация: «Почвозащитная агротехника озимой ржи на выщелочном супесчаном чернозёме Зауральской лесостепи».
18 марта 1988 года приказом по агропромышленному комитету Курганской области была образована научно-производственная подсистема «Семена» в составе научно-производственной системы «Кукуруза» (руководил НПС «Кукуруза» директор КНИИЗХ Игорь Антонович Сикорский) На подсистему «Семена» возложили функции по ведению семеноводства зерновых и зернобобовых культур.. Подсистему возглавил М. Н. Исламов. В 1993 году подсистема «Семена» преобразована в Научно-производственный агрохолдинг «Кургансемена», где Марат Нуриевич работал генеральным директором, с января 2000 года президентом, затем председателем совета директоров. Холдинговая компания «Кургансемена» объединиила наряду с АО «Кургансемена» четыре хлебоприёмных предприятия, комбикормовый завод, хлебокомбинат, центр по ремонту техники. С мая 2019 года — генеральный директор АО «Кургансемена».
В ноябре 2000 года избран депутатом Курганской областной Думы III созыва от избирательного округа № 10 (Альменевский, Сафакулевский, Щучанский районы). В 2001 году инициировал создание в областной Думе депутатской группы «Согласие», в которую вошли 18 депутатов из 33, и возглавил её.
В 2001 году возглавил Курганское региональное отделение Народной партии Российской Федерации (НПРФ).
28 ноября 2004 года избран депутатом Курганской областной Думы IV созыва от Щучанского избирательного округа № 10 (Альменевский, Сафакулевский, Щучанский районы). Число избирателей, внесенных в список составило 41321 чел., Исламов получил 15484 голоса, Николай Андреевич Бутенко (самовыдвижение) — 4322, Роза Файзулловна Пинегина (самовыдвижение) — 1634, Анатолий Иванович Кротов (самовыдвижение) — 892, против всех — 2916, недействительных бюллетеней — 927.
В декабре 2004 года Исламов был избран Председателем Курганской областной Думы IV созыва и работал в этой должности до 2010 года. В области создано региональное отделение общероссийской общественной организации «Всероссийский Совет местного самоуправления», которое возглавил Исламов.
В 2008 году стал доктором экономических наук, диссертация «Организационно-экономический механизм системы семеноводства зерновых культур: теория, методология, практика».
14 марта 2010 года избран депутатом Курганской областной Думы V созыва от одномандатного Щучанского избирательного округа № 10 (Альменевский, Сафакулевский, Щучанский районы). Число избирателей, внесенных в список составило 41521 чел., Исламов получил 15852 голоса, Нажметдин Фасхутдинович Усманов (КПРФ) — 3792, Рафаел Накиевич Мухамедьжанов (самовыдвижение) — 1146, недействительных бюллетеней — 1044.
В апреле 2010 года избран заместителем Председателя Курганской областной Думы V созыва — председателем комитета по бюджету, финансовой и налоговой политике. Член комитета по аграрной политике и природным ресурсам.
С мая 2010 года был президентом Курганского областного общественного благотворительного фонда содействия защите материнства и детства «Мама», фонд ликвидирован 24 июля 2014 года.
5 декабря 2014 года Президиум Регионального политсовета партии «Единая Россия» на основании личного заявления принял решение согласиться с предложением об освобождении от должности Руководителя Регионального исполнительного комитета партии «Единая Россия» Исламова Марата Нуриевича с 10 декабря 2014 года.
13 сентября 2015 года избран депутатом Курганской областной Думы VI созыва по Притобольному избирательному округу № 14 (Звериноголовский, Лебяжьевский, Половинский, Притобольный районы). Число избирателей, внесенных в список составило 43866 чел., Исламов получил 7442 голоса, Анатолий Николаевич Колташов (Справедливая Россия) — 5664, Петр Николаевич Федотов (самовыдвижение) — 2135, Николай Анатольевич Соловьёв (ЛДПР) — 1362, недействительных бюллетеней — 628. В Курганской областной Думе избран заместителем Председателя Курганской областной Думы — председателем комитета по бюджету, финансовой и налоговой политике, член комитета по региональной политике и местному самоуправлению.
По данным выборов 2015 года место жительства Кетовский район, село Садовое, по данным выборов 2020 года место жительства город Курган.
13 сентября 2020 года Марат Исламов был избран депутатом Курганской областной Думы VII созыва по Притобольному избирательному округу № 14 (Звериноголовский, Лебяжьевский, Половинский, Притобольный районы). Число избирателей, внесенных в список составило 39634 чел., Исламов получил 9630 голосов, Людмила Никитична Катунина (КПРФ) — 3441, Евгений Иванович Обласов (ЛДПР) — 1729, Владимир Сергеевич Марин (Справедливая Россия) — 1357, недействительных бюллетеней — 636. В Курганской областной Думе избран председателем комитета по бюджету, финансовой и налоговой политике.
Марат Нуриевич Исламов является членом Президиума и первым заместителем секретаря регионального политического совета партии «Единая Россия», председателем клуба «Зауральское качество» (с июля 2011).

## Награды
- Почётное звание «Заслуженный работник сельского хозяйства Российской Федерации», 13 октября 1998 года[10]
- Медаль ордена «За заслуги перед Отечеством» II степени 29 апреля 2019 года[11], 6 февраля 2020 года награду вручил вице-губернатор Курганской области Владислав Гариевич Кузнецов на торжественной церемонии, посвящённой 77-летию Курганской области[12].
- Медаль «За заслуги в проведении Всероссийской переписи населения»[13]
- Медаль «За трудовое отличие», 1976 год
- Медаль «За заслуги в проведении Всероссийской сельскохозяйственной переписи 2006 года»[14]
- Орден «Дуслык», 24 ноября 2023 года, Республика Татарстан[15]
- Медаль «Совет Федерации. 15 лет»
- Медаль «50 лет начала освоения целинных земель», 2004 год
- Золотая медаль Российского фонда мира
- Почётная грамота Совета Федерации Федерального Собрания РФ
- Почётная грамота Государственной Думы Федерального Собрания РФ
- Почётная грамота Министерства сельского хозяйства РФ
- Почётная грамота ВПП «Единая Россия»
- Благодарственное письмо Курганской областной Думы
- Благодарственное письмо Избирательной комиссии Курганской области
- Почётный знак «За заслуги в развитии местного самоуправления»

## Книга
- Исламов М. Н. По своей колее. — Екатеринбург: Уральский рабочий, 2023. — 198 с. — 500 экз.

## Семья
- Жена — Любовь Емрековна, экономист. По задекларированным доходам за 2012 год самая богатая жена среди депутатов Курганской областной Думы[16]
  - Сын — Артём (род. 12 сентября 1978 года), юрист, заместитель директора ЗАО «Кургансемена», депутат Кетовской районной Думы IV созыва (2010—2015), член партии «Единая Россия».
  - Дочь — Юлия, журналист